# Воскресенский, Георгий Павлович
Георгий Павлович Воскресенский (1923—1995) — советский учёный, специалист в области механики жидкостей и газов, лауреат Государственной премии СССР (1967).
Родился 30.12.1923.
Участник Великой Отечественной войны. Член ВКП(б) с 1947 г.
Окончил высшее инженерно-авиационное училище (1952) и аспирантуру, кандидат технических наук (1956).
Старший научный сотрудник (1956), начальник лаборатории (1957), с 1961 начальник отдела Института прикладной математики им. М. В. Келдыша.
В 1959 г. утверждён в учёном звании старшего научного сотрудника.
В 1961 г. вместе с К. И. Бабенко предложил метод решения конечноразностных уравнений, аппроксимирующих уравнения пространственного обтекания тела сверхзвуковым потоком газа — «метод прогонки» (К. И. Бабенко, Г. П. Воскресенский. Численный метод расчета пространственного обтекания тел сверхзвуковым потоком газа. Ж. вычисл. матем. и матем. физ., 1961, 1, № 6, 1051—1060).
Лауреат Государственной премии СССР (1967, в составе коллектива) — за научный труд «Пространственное обтекание гладких тел идеальным газом» (1964).
Похоронен на Новодевичьем кладбище (7 уч.).
Жена — Ирина Павловна (1925—2009), дочь авиаконструктора П. О. Сухого.